# 克里斯蒂安·施瓦策尔
克里斯蒂安·施瓦策尔（德語：Christian Schwarzer，1969年10月23日—），德国男子手球运动员。他曾代表德国参加1996年、2000年、2004年和2008年夏季奥林匹克运动会手球比赛，其中2004年奥运会获得一枚银牌。